# Rolf Maurin
Rolf Helge Maurin, ibland skrivet Rolf H. Maurin, född 21 maj 1920 i Engelbrekts församling i Stockholm, död 7 juni 2010 i S:t Matteus församling i Stockholm, var en svensk fotograf och författare. 
Rolf Maurin var son till frisören Helge Albin Maurin och Eva Maria, ogift Karlsson.
Maurin verkade som filmfotograf för olika svenska produktioner, bland annat filmen Resa i toner från 1959 samt olika reklamfilmer. Han gav också ut en bok som handlade om Fritiof Nilsson Piratens litterära figurer 1974.
Han var gift första gången 1964–1969 med skådespelaren Sigyn Sahlin (1926–2010) och andra gången från 1969 med Berit Lindroth (1938–2006).
Rolf Maurin är gravsatt i minneslunden på Skogskyrkogården i Stockholm.

## Filmfoto i urval
- 1950 – Karlsson II och ödet
- 1954 – Ditt Dalarna
- 1955 – Monsieur Robert
- 1957 – Varför mera mjölk
- 1957 – Husmors filmer hösten 1957
- 1959 – Resa i toner
- 1960 – Husmors filmer hösten 1960
- 1961 – Massor av choklad
- 1963 – Törst
- 1964 – Karlshamn 300 år
- 1964 – Det går flera tåg
- 1965 – Stålpressning